# ياسر حفني
ياسر محمد حفني (مواليد 8 فبراير 1989) هو مصري لاعب خماسي حديث . فاز ياسر بالعديد من المسابقات الدولية بما في ذلك بطولة العالم للشباب للخماسي في عامي 2005 و 2007 ،  ولاحقًا بطل العالم في كرة السرعة في باريس. [بحاجة لمصدر]

## النشأة
بدأ حبه للرياضة عندما بدأ السباحة في مدرسة نادي الزهور ، وفي سن السادسة التحق بمدرسة كرة السرعة في نفس النادي. بعد عامين ، قرر ياسر الذهاب إلى المنافسة وانضم إلى فريقي السباحة وكرة السرعة.
في سن 11 ، قرر حفني إيجاد مسابقة جديدة لتحدي نفسه ، لذا انضم إلى فريق الخماسى الحديث في نادي 6 أكتوبر. في سن الثانية عشرة ، تم اختياره للانضمام إلى المنتخب الوطني المصري للخماسي الحديث وبدأ إنجازاته الدولية بالفوز بأول لقب دولي له في بطولة العالم للبياتلون عام 2004 في ألمانيا.

## الإنجازات الأخيرة
فاز ياسر بالعديد من البطولات الدولية ، بما في ذلك بطولات العالم عامي 2005 و 2007 في سن 16 و 18. كما أصبح بطل العالم 2008 في كرة السرعة في باريس ، فرنسا ، مسجلاً رقماً قياسياً جديداً قدره 570. [بحاجة لمصدر]

## روابط خارجية
- ياسر حفني على موقع الاتحاد الدولي للخماسي الحديث (الإنجليزية)
- ياسر حفني على موقع اللجنة الأولمبية الدولية (الإنجليزية)
- ياسر حفني على موقع أوليمبيديا (الإنجليزية)